# Крейг Лафлін
Крейг Лафлін (англ. Craig Laughlin; нар. 14 вересня 1957, Торонто) — канадський хокеїст, що грав на позиції крайнього нападника.

## Ігрова кар'єра
Уродженець Торонто Крейг є вихованцем одного з місцевих юніорських клубів міста. 
Професійну хокейну кар'єру розпочав 1977 року виступами за команду «Нова Скотія Вояжерс» (АХЛ).
1977 року був обраний на драфті НХЛ під 162-м загальним номером командою «Монреаль Канадієнс». У складі «канадців» дебютував у сезоні 1981/82. У серпні 1982 його разом з ще трьома гравцями Монреаля, а саме Родом Ленгвеєм, Браяном Енгбломом і Дагом Джарвісом обміняли до команди «Вашингтон Кепіталс».
9 лютого 1988 Лафліна продали до «Лос-Анджелес Кінгс», а свій останній сезон в НХЛ він провів у складі «Торонто Мейпл-Ліфс».  
Завершив кар'єру виступами за німецький клуб «Ландсгут».

## Статистика НХЛ
|                  | Сезони | І   | Г   | П   | О   | ШХ  |
| ---------------- | ------ | --- | --- | --- | --- | --- |
| Регулярний сезон | 9      | 549 | 136 | 205 | 341 | 364 |
| Плей-оф          | 7      | 33  | 6   | 6   | 12  | 20  |

## Інше
Працював у 90-х роках телевізійним аналітиком на матчах «Вашингтон Кепіталс».